# Sound Blaster
La familia Sound Blaster de tarjetas de sonido, ha sido durante muchos años el estándar de facto para el audio de los PC compatibles con IBM, antes de que el audio de PC se hiciera común. El creador de Sound Blaster es una empresa de Singapur llamada Creative Technology, también conocida por el nombre de su empresa satélite en los Estados Unidos, Creative Labs.

## Los años anteriores a la Sound Blaster
La historia de las placas de sonido Creative comenzaron con el lanzamiento de la placa Creative Music System ("C/MS") en agosto de 1987. Esta contenía dos circuitos Philips SAA 1099, los cuales proporcionaban 12 canales de ondas bee-in-a-box además de sonido estéreo y algunos canales de ruido.
Estos circuitos fueron caracterizados anteriormente en varias revistas de electrónica alrededor del mundo. Durante muchos años Creative tendió a usar componentes y diseños de referencia de otros fabricantes para sus primeros productos. Varios circuitos integrados tenían papeles blancos o negros tapando su verdadera identidad... sobre la placa C/MS en particular, los chips Philips tenían piezas blancas con la inscripción CMS-301 sobre ellos; las partes verdaderamente de Creative a menudo consisten en referencias CT número.[cita requerida]
Sorprendentemente, la placa también contiene un gran circuito integrado de 40 contactos PGA (Creative Technology Programable Logic), portando una inscripción serigrafiada CT 1302A CTPL 8708 y se ve exactamente como el DSP de posteriores Sound Blaster. Presumiblemente, esto fue usado para automatizar algunas operaciones de sonido como control envolvente.
Un año después, en 1988, Creative lanzó al mercado el C/MS vía Radio Shack bajo el nombre Game Blaster. Esta tarjeta era idéntica de muchas maneras a su hardware precursor CM/S. Creative no tuvo la intención de cambiar la serigrafía o los nombres de los programas de los discos que se incluían en la Game Blaster.

## Primeras Sound Blasters: El primer pack
La primera tarjeta que llevaba el nombre de Sound Blaster apareció en noviembre de 1989.
Además de las características de la Game Blaster, llevaba un sintetizador FM de 11 voces usando el chip Yamaha YM3812, también conocido por OPL2. Este proporcionaba compatibilidad perfecta con la completa tarjeta de sonido AdLib, que había obtenido compatibilidad en los juegos de PC en los años precedentes. Creative usó el acrónimo "DSP" para designar la parte del audio digital de la Sound Blaster. El significado era Digital SOUND Processor, en lugar del significado más común digital signal processor, y fue un simple microcontrolador procedente de la familia Intel MCS-51 (proporcionado por Intel y Matra MHS, entre otros). Podía reproducir sonido sampleado monocanal hasta un a frecuencia de sampleo de 23 kHz (calidad de radio AM) y grababa hasta 12 kHz (ligeramente mejor que la calidad de teléfono). La capacidad oculta del DSP fue la compresión y descompresión ADPCM.
La tarjeta carecía de un filtro anti-aliasing, y tenía un característico sonido enlatado. Finalmente tenía un puerto para joystick y una interfaz MIDI. Esta interfaz impedía hacer uso de las capacidades input y output simultáneas, por lo tanto el software musical tenía que usar el sintetizador FM para reproducir la señal recibida del teclado MIDI.
Es difícil deducir qué microcontrolador se utilizó como "DSP" en los primeros modelos de Sound Blaster, porque no solo Creative pegó en la superficie una etiqueta negra que rezaba: (C) COPYRIGHT 1989 CREATIVE LABS, INC. DSP-1321, sino que además con cuidado borró dos tercios de la superficie plástica por debajo. El análisis del chip sugiere que fue un microcontrolador Intel 8051 microcontroller con una ROM modificada. Las etiquetas del circuito sintonizador FM y del conversor digital-analógico Yamaha 3014B ponía FM1312 y FM1314 respectivamente, pero afortunadamente las referencias del fabricante continuaban intactas. Modelos posteriores continuaron con la ofuscación, y la identidad del fabricante (y, a menudo, un aviso del copyright de Intel) era borrado del DSP.[cita requerida]
A pesar de esas limitaciones, en menos de un año, la Sound Blaster se convirtió en la tarjeta de expansión más vendida de PC.
La inclusión prematura de las siglas DSP le salió mal a Creative cuando finalmente incluyó características de proceso de señal digital real en posteriores modelos de Sound Blaster y fueron obligados a acuñar un nuevo término para ellos, ASP (Advanced Signal Processing).
La Sound Blaster 1.5 fue lanzada en 1990 y se deshizo de los chips "C/MS". Podían ser adquiridos por separado de Creative e insertados en dos huecos en la tarjeta.
Este cambio fue debido probablemente porque Philips había descontinuado el diseño y la falta de entusiasmo de algunos usuarios; los chips pudieron ser pedidos por correo a Creative hasta 1993.
La Sound Blaster 2.0 admitió el DMA, que ayudaba para producir un bucle continuo de salida de sonido de doble búfer. Una revisión posterior, la 2.01, incrementó el ratio de reproducción hasta 45 kHz (el mismo máximo que la Sound Blaster Pro, que salió al mercado por esas fechas).
La Sound Blaster MCV fue un modelo creado para el modelo IBM PS/2 50 y superior, que tenía un bus de microcanal en lugar de la más tradicional ISA. Fue poco usado.

## Calidad mejorada: estéreo y 16 bits

### Sound Blaster Pro
La Sound Blaster Pro en mayo de 1991 fue el primer rediseño significante de las características del núcleo de la tarjeta: podía grabar y reproducir sonido digitalizado con ratios muy rápidos (grabación hasta 22 kHz, reproducción hasta 45 kHz), podía hacerlo en estéreo (hasta 22 kHz), y añadió un mezclador que permitía controlar el volumen de varios subsistemas. La primera versión de la Pro también usaba dos chips YM3812 (uno para el canal izquierdo y otro para el derecho; ambos chips tenían que ser programados idénticamente para obtener sonido mono si no usabas la interfaz AdLib compatible). La versión 2.0 cambió al chip mejorado Yamaha YMF262, también conocido como OPL3. Fue completamente compatible con MIDI y ofreció características de almacenamiento temporal.
La Sound Blaster Pro fue la primera tarjeta de sonido de Creative en tener una interfaz propia para CD-ROM. La mayoría tenían una interfaz propietaria para los discos Panasonic (Matsushita MKE), Sony y Mitsumi, los más populares entre los discos CD-ROM. Después del lanzamiento de la Sound Blaster Pro, Creative también comenzó a vender kits de mejoras multimedia, típicamente incluían una tarjeta de sonido, el lector Panasonic y una larga selección de títulos de software multimedia en el revolucionario CD-ROM.
Las tarjetas Sound Blaster también fueron vendidas a fabricantes y a otras empresas. La mayoría de esas tarjetas fueron llamadas OEM Que tenían diferentes utilidades en el CD-ROM.

### Sound Blaster 16
El siguiente modelo, la Sound Blaster 16 de junio de 1992 puede considerarse la madre de todas las tarjetas de sonido posteriores. Introdujo el sampleo de audio digital en 16-bit y 44 kHz tanto en grabación como en reproducción. También, como las antiguas Sound Blaster, nativamente admitían sintetización FM a través del chip Yamaha OPL-3. La tarjeta también tenía un conector para extras con una tabla de sintetización de onda (actualmente se refieren a las capacidades del estándar MIDI) con emulación MPU-401.
La Sound Blaster 16 ASP fue el primer modelo de Creative en recibir un chip DSP verdadero, denominado ASP por Creative. Este procesador permitía realizar avanzados cálculos para el procesado de señales, aunque fue difícil posteriormente encontrar software que hiciera uso de él. El resto de la gama incluía el zócalo vacío, pudiéndose adquirir el chip ASP aparte. En esa época, el coste de esta tarjeta en España era de 30.000 pesetas.
Finalmente, la compatibilidad con MIDI ahora incluía emulación MPU-401. La Wave Blaster fue simplemente un periférico MIDI interno conectado al puerto MIDI; cualquier software secuenciador podía usarlo.

## Sound Blasters con sintetizador de onda integrado

### Sound Blaster AWE32
La Sound Blaster AWE32, presentada en marzo de 1994, fue la primera tarjeta de sonido del tipo ISA (Industry Standard Architecture: arquitectura estándar industrial). Medía 356 milímetros de longitud. La AWE32 incluía dos subsecciones distintas de audio; la primera era la sección de Creative dedicada al audio digital con sus códec de audio y un socket para chip CSP/ASP, y la segunda sección E-mu con el sintetizador MIDI. La sección con el sintetizador consistía en una serie de procesadores de audio, siendo el más importante el chip sintetizador EMU8000 y el procesador de efectos EMU8011.

### Sound Blaster 32
La Sound Blaster 32 (SB32) fue la apuesta de Creative dirigida al mercado económico, anunciada en junio de 1995, diseñada para estar por debajo de la AWE32 Económica en la línea de productos. La SB32 adolecía de memoria RAM, de cabezal Wave Blaster y de puerto CSP. La tarjeta además utilizaba el chip de audio digital Vibra el cual entre sus características faltaban la compatibilidad con ajuste de bajos, agudos y ganancia. La SB32 estaba equipada con todas las capacidades MIDI (la misma combinación EMU8000/EMU8010) como la AWE32, y de hecho tenía la misma capacidad de expansión de la memoria RAM SIMM de 30 pines. La tarjeta era compatible totalmente con las opciones de software de la AWE32 y usaba los mismos drivers para Windows.
Irónicamente, a pesar de que el chip Vibra fue diseñado para ser de menor coste y menos funcional, tenía mejor calidad de salida de audio que los chips de la mayoría de las viejas y más caras tarjetas AWE.

### Sound Blaster AWE64
La sucesora de la AWE32, la Sound Blaster AWE64 (noviembre de 1996), fue significantemente más pequeña, aproximadamente la mitad que la AWE32. Ofrecía características similares a la AWE32, pero también mejoras significativas, incluyendo compatibilidad con polifonía mejorada. Los slots SIMM de las AWE32/SB32 fueron remplazados por un formato propietario que podía ser comprado en Creative. El soporte era caro de comprar.
Las mejoras principales fueron la compatibilidad con los antiguos modelos de Sound Blaster, y un ratio mejorado señal-ruido. La AWE64 apareció en tres versiones:
la versión económica (con 512 kB de memoria RAM),
la versión estándar (con 1 MB de RAM)
y la versión Gold (con 4 MB de memoria RAM y salida SPDIF por separado).

## Sonido multicanal y F/X

### Tarjetas basadas en Ensoniq AudioPCI
En 1998, Creative adquirió Ensoniq, fabricantes de la AudioPCI, una tarjeta extremadamente popular entre los ensambladores OEM en aquella época. AudioPCI ofrecía una solución completa, siendo una tarjeta de sonido PCI con tabla de ondas MIDI, y ofreciendo salida multicanal surround de 4 altavoces DirectSound3D, emulación A3D, y compatibilidad completa con DOS. La adquisición de Creative llenó el segmento de mercado donde Live! era demasiado cara, y les proporcionó una excelente compatibilidad con DOS, una característica que generaba dificultades a las compañías que trabajaban con tarjetas PCI.
Creative lanzó muchas tarjetas usando el chip original de AudioPCI, Ensoniq ES1370 y múltiples placas usando versiones revisadas de ese chip (ES1371 y ES1373), y algunas con chips reetiquetados con chips AudioPCI (en ellos ponía Creative). Las placas usando tecnología AudioPCI eran a menudo fácilmente identificables por el diseño de la placa y el tamaño de los chips porque parecían todas muy similares. Tarjetas como esas son la Sound Blaster PCI64 (abril de 1998), la PCI128 (julio de 1998), la Creative Ensoniq AudioPCI, y la Sound Blaster 16 PCI.
Esas tarjetas estaban equipadas al máximo, pero sus características fueron limitadas por su capacidad. MIDI, por ejemplo, tenía calidad más bien pobre y no tenía capacidad de personalizar los sets que aparecían por defecto (2, 4 y 8 MB) incluidos en las tarjetas. Los chips no admitían una aceleración completa por hardware de ningún tipo y operaban únicamente a base de drivers.
Esas tarjetas no admitían SoundFont.

### Sound Blaster PCI512
La Sound Blaster PCI512 era básicamente una versión de precio reducido de la serie Sound Blaster Live!, con la ROM reprogramable. Los drivers eran los mismos que los de la the SB LIVE!.

### Sound Blaster Live!

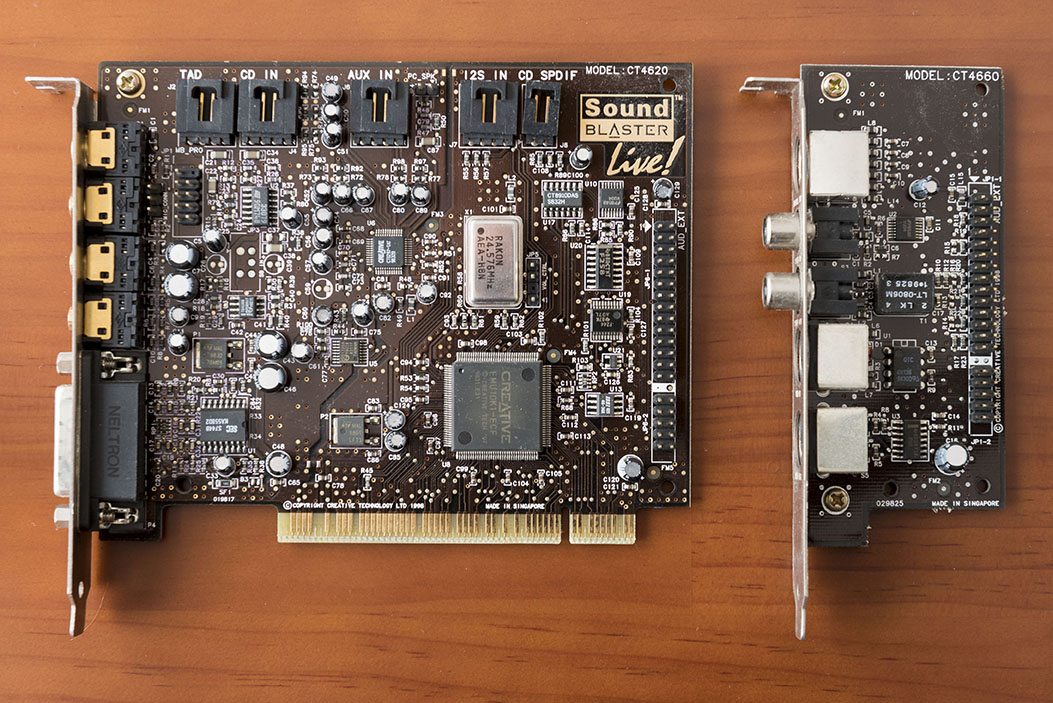
Sound Blaster Live!

La Sound Blaster Live! (agosto de 1998) vio la introducción del procesador EMU10K1, de 2,44 millones de transistores DSP, capaz de 1000 MIPS (millones de instrucciones por segundo) destinado al procesamiento de audio. El EMU10K1 ofrecía aceleración DirectSound, EAX (Environmental Audio eXtensions: ‘extensiones de audio ambiental’) 1.0 y 2.0, complementados con A3D, compatible con 64 voces de alta calidad, e integrado el chip FX8010 DSP (Digital Signal Processor: ‘procesador de señal digital’) para el proceso de efectos de audio digital en tiempo real.
La Sound Blaster Live! tenía mejor calidad de audio que las anteriores Sound Blaster, procesaba el sonido digital en cada estado, y como consecuencia de su mayor integración entre chips redujo la pérdida de señal analógica que sí tenían las tarjetas más antiguas. Sound Blaster Live! admitía salida multicanal, inicialmente en una configuración de 4 altavoces (4 satélites y 1 subwoofer).

### Sound Blaster Live! 5.1

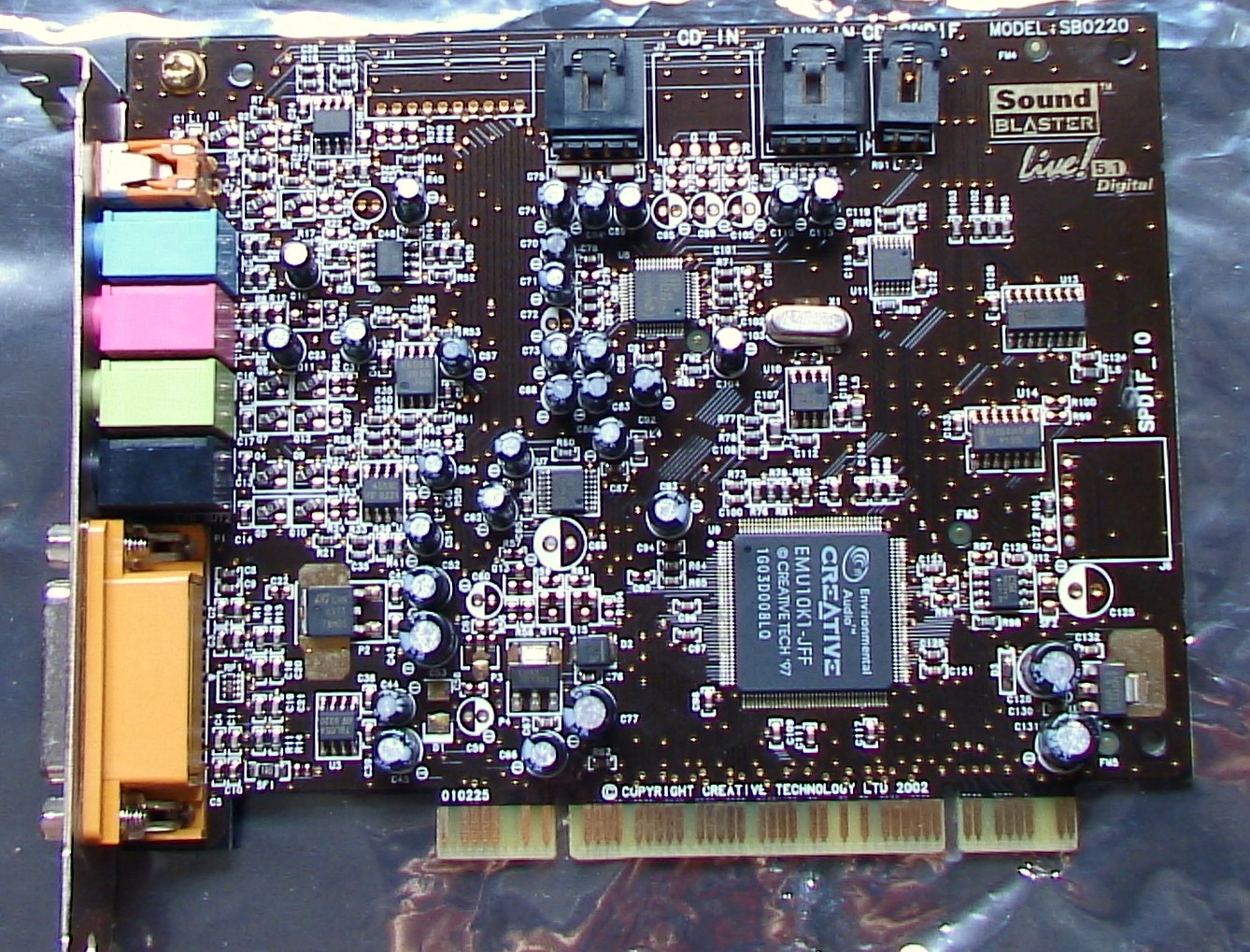
Tarjeta sonido Sound Blaster Live! 5.1 Modelo SB0220.

Versiones posteriores de la Live!, llamadas Live! 5.1, admitían 5.1 canales (que añadía un canal central y salida LFE para el subwoofer, más útil para la visualización de películas).

### Sound Blaster Audigy
La Sound Blaster Audigy (agosto de 2001) presentaba el procesador Audigy (EMU10K2), una versión mejorada del procesador EMU10K1 que venía con la Sound Blaster Live!. La Audigy podía procesar hasta 4 entornos EAX simultáneamente con su DSP mejorado integrado en el chip, y soporte nativo EAX 3.0 ADVANCED HD, y soporte desde estéreo hasta salida de 5.1 canales.
La Audigy fue publicitada como una tarjeta de sonido de 24 bits. Por otra parte, con alguna controversia, el transporte de audio de la Audigy (motor DMA) fue limitado a 16 bits y 48 kHz (como la Live!), y todo el audio tenía que ser remuestreado a 48 kHz para ser renderizado a través del DSP, o grabado en el DSP.

### Sound Blaster Audigy 2

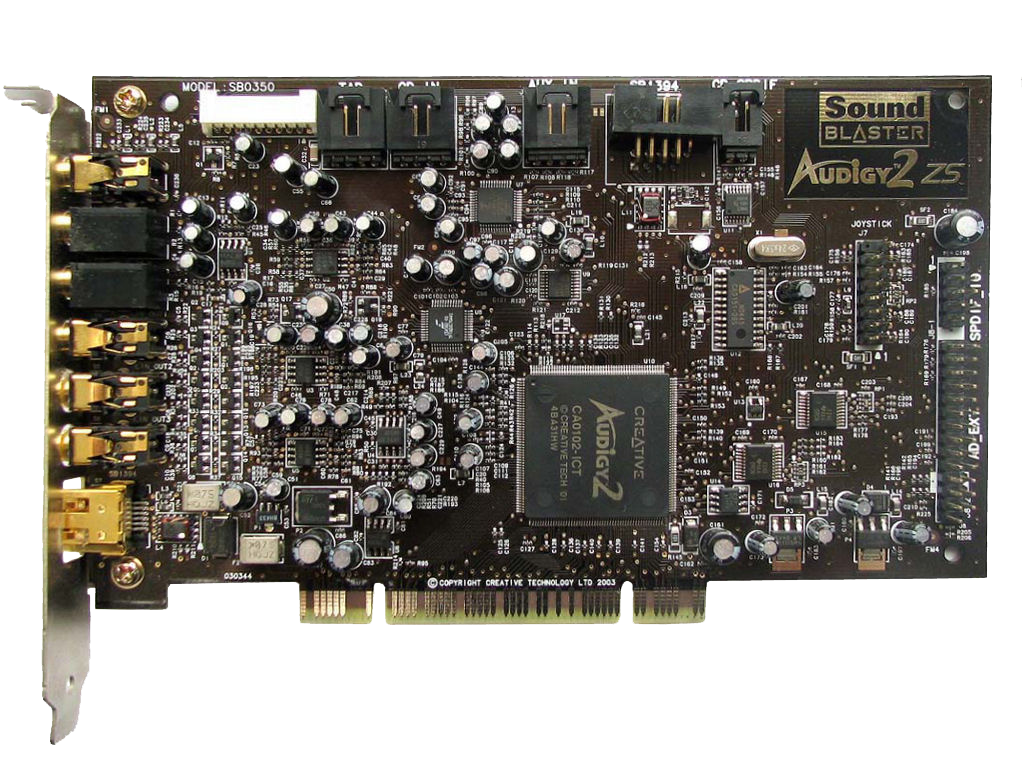
Tarjeta Sound Blaster: Creative Labs Audigy 2 ZS.

La Sound Blaster Audigy 2 (septiembre de 2004) presentaba un mejorado procesador EMU10K2, a menudo referido a él como EMU10K2.5, y tenía un transporte de audio (motor DMA) que podía soportar la reproducción de audio a 24 bits de precisión hasta los 192 kHz (solo 2 canales. 6.1 limitado a 96 kHz) y grababa a 24 bits de precisión hasta los 96 kHz, siendo esta la mayor crítica hacia su predecesor. Por otra parte el DSP fue limitado de nuevo a los 16 bits a 48 kHz, por lo que todos los efectos DSP estaban inhabilitados para prevenir un desagradable remuestreo.
La Audigy 2 admitía hasta 6.1 altavoces y tenía un ratio mejorado de señal-ruido SNR sobre la Audigy (106 contra 100 decibelios. También se caracterizaba por llevar soporte nativo de decodificación Dolby Digital 5.1 EX (el cual es técnicamente 7.1) para reproducción mejorada de DVD.

### Sound Blaster Audigy 4
La Sound Blaster Audigy 4 mejora la Sound Blaster Audigy 2 ZS mejorando el ratio señal-ruido (SNR) de ésta hasta 113 dB. Esta presenta la misma tecnología que la Audigy 2 ZS (actualmente usa el mismo chip Audigy 2), por otra parte usa un nuevo hub I/O (Input/Output o entrada/salida) externo y ofrece una calidad superior de conversión de audio digital a analógico. También permite la grabación de hasta 6 canales de audio simultáneos a 96 kHz y 24 bits. También admite un máximo de 7.1 canales a 96 kHz y 24 bits, y salida estéreo a 192 kHz y 24 bits.

#### Sound Blaster Audigy 4 SE
Esta placa es extremadamente similar, si no idéntica, a la Audigy 2 Value (serie económica). Carece de puerto firewire y de conectores de oro. Por otra parte usa el mismo procesador de audio DSP y es funcionalmente tan capaz como las series Audigy 2 y 4. Presenta aceleración completa por hardware de DirectSound y EAX.

### Sound Blaster X-Fi
Las X-Fi (por "eXtreme Fidelity" o alta fidelidad extrema) fueron lanzadas en agosto de 2005 y aparecían en diversas configuraciones: XtremeMusic, Platinum, Fatal1ty FPS y Elite Pro. El chip de audio EMU20K1 de 130 nm opera a 400 MHz y tiene 51 millones de transistores. El poder computacional de este procesador y, en consecuencia, su rendimiento, está estimado en 10 000 MIPS (million instructions per second o millones de instrucciones por segundo), que es actualmente 24 veces mayor que su predecesor, el procesador Audigy. Es interesante destacar que el poder computacional del procesador está optimizado para el modo de trabajo seleccionado por software. Con la arquitectura de las X-Fi (AMA), el usuario puede escoger uno de los tres modos de optimización: Gaming (juegos), Entertainment (entretenimiento) y Creation (creación); cada uno activa una combinación de características en el chipset. La X-Fi usa EAX 5.0, que soporta hasta 128 voces con posición 3D con hasta 4 voces aplicadas en cada una. La X-Fi, en su salida ofrecía una de las capacidades de mezclado más altas posible, haciéndola una tarjeta de inicio para músicos muy interesante. La otra gran mejora de la X-Fi sobre las anteriores Audigy fue el completo soporte del motor de remuestro sobre la tarjeta. Las anteriores tarjetas Audigy tenían sus DSPs fijados a 48/16, lo que significaba que cualquier contenido que no se correspondía con esas frecuencias era remuestreado en la tarjeta por hardware; el cual era realizado pobremente y distorsionaba el sonido. Muchos usuarios avanzados trabajaron sobre esto, usando decodificadores que remuestreaban el sonido en alta calidad o por medio de plugins para el reproductor de audio. Creative reescribió completamente el método de remuestreo para las X-Fi y dedicó más de la mitad del poder del DSP al proceso; el resultado, un remuestreo muy limpio.

## Dispositivos de audio USB
- Sound Blaster X-Fi GO! Pro

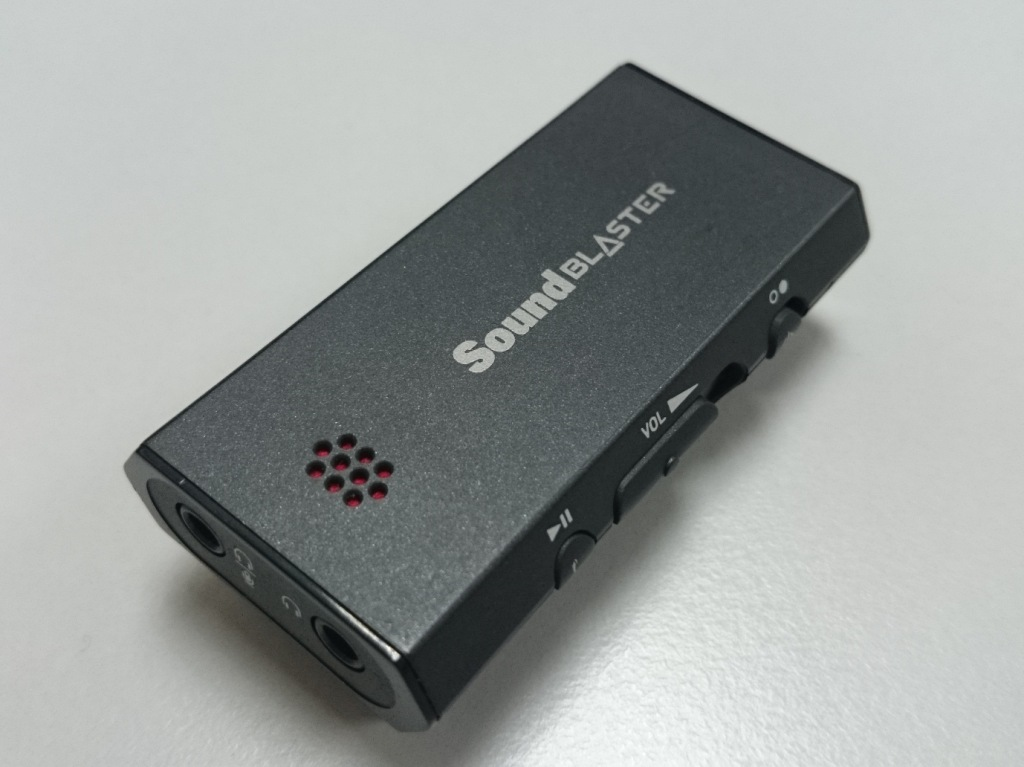
Sound Blaster E1

- Sound Blaster X-Fi Surround 5.1 Pro
- Sound Blaster Digital Music Premium HD
- Sound BlasterAxx SBX 8 / SBX 10 / SBX 20
- Sound Blaster Play! 2
- Sound Blaster Omni Surround 5.1
- Sound Blaster R3
- Sound BlasterAxx AXX 200
- Sound Blaster Roar
- Sound Blaster Roar 2
- Sound Blaster E1 / E3 / E5
- Sound Blaster X7
- Sound Blaster FRee

## Modificación de los drivers (soft mod)
Algunos drivers de la Audigy 2 ZS han sido modificados por entusiastas. También pueden ser instalados en tarjetas más antiguas de Creative, incluyendo la Sound Blaster Live!, la Audigy, y la Audigy 2. Ha sido realizado para ofrecer una mejorada calidad de sonido, aceleración del hardware de versiones más modernas de EAX en juegos, mezcla de 64 canales de audio en la Audigy 1, y una mejora del rendimiento de las tarjetas. Muchos foros alrededor de la web mostraron resultados favorables de esta técnica, exceptuando los usuarios de las Live! ya que los drivers solo añadían la capacidad de usar las nuevas aplicaciones (por ejemplo la aplicación de mezclado más reciente). Comentarios en los foros de los desarrolladores del software dijeron que el hardware de las Live! no era capaz de EAX3 o de la mezcla de 64 canales de voz.
Posteriormente, en 2004, Creative lanzó drivers actualizados desde la Audigy hasta la Audigy 4 que ponían a las tarjetas parejas, al menos en cuestión de software. Desde 2006, la línea entera de tarjetas Audigy usa el mismo paquete de drivers. Todavía la decodificación a nivel de drivers de las tarjetas como la Audigy 2ZS y 4 no son soportadas por los drivers oficiales, pero se trabaja en drivers modificados para dotar al resto de tarjetas con DSP por hardware (como la Audigy 2 6.1).

## Desarrollo de drivers independientes gratuitos actuales
Un proyecto independiente ha desarrollado drivers para las tarjetas con chips EMU10k1/2 (SB Live y Audigy serie 1 y 2) los mismos dan soporte para aplicaciones, juegos y sistemas operativos actuales como Windows 7, también agregan nuevos efectos y funcionalidades a las tarjetas.